# Plean
Plean est un village situé dans le Stirling, en Écosse.